# Travsport i Italien

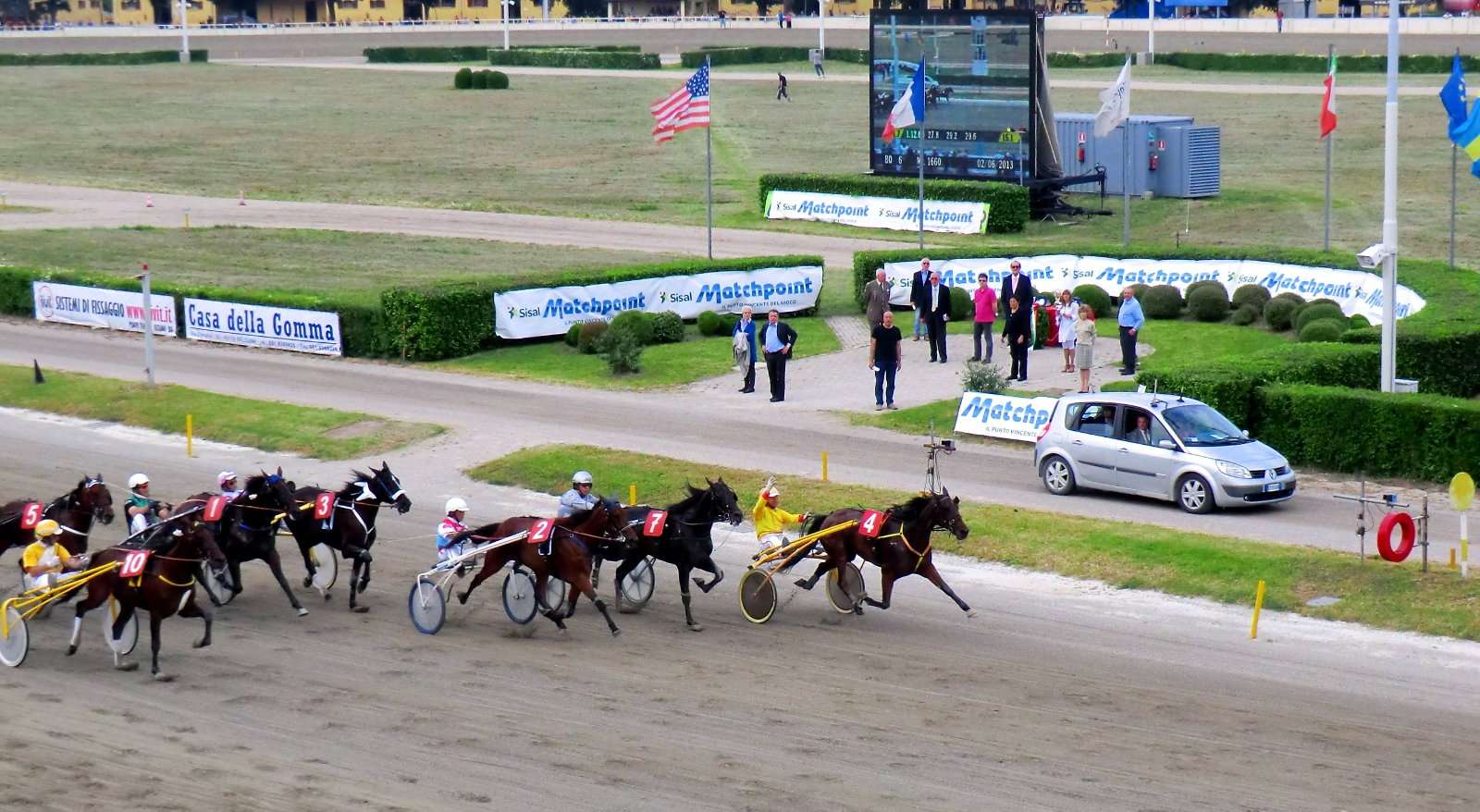
Travlopp som körs på Ippodromo Arcoveggio i Bologna.

Travsport i Italien har körts sedan den 22 augusti 1808, då det första travloppet arrangerades i Padua.

## Historik

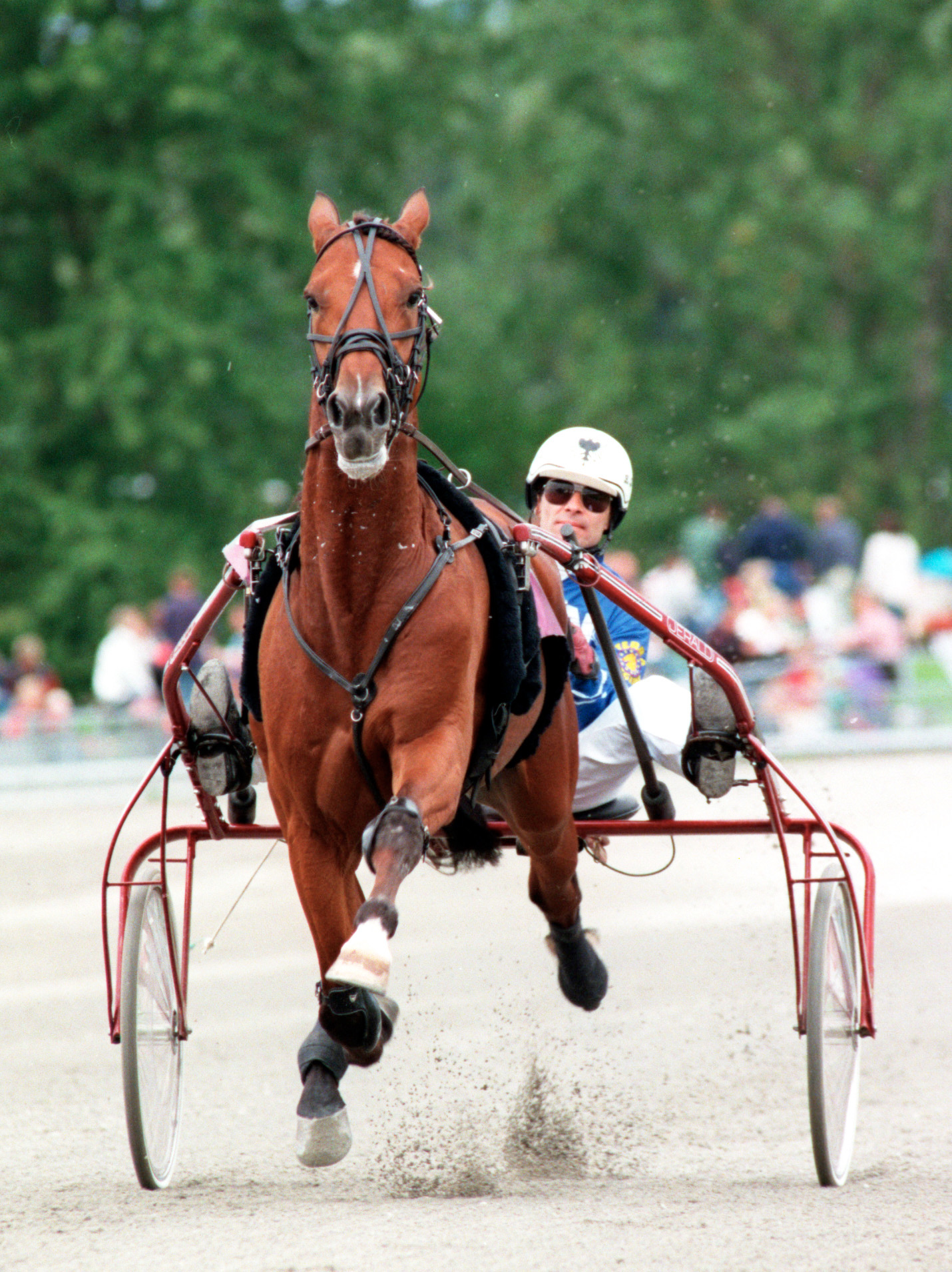
Lutfi Kolgjini tillsammans med italienskfödde Viking Kronos 1997.

De första organiserade travtävlingarna etablerades under 1800-talet i bland annat Italien, Frankrike och USA och Sverige. I Italien arrangerades det första travloppet den 22 augusti 1808 i Padua. Tre olika varmblodiga hästraser förekom: den ryska orlovtravaren, den franska travaren och den amerikanska travaren. Trav är numera en stor sport i Skandinavien liksom även i bland andra USA, Kanada, Frankrike, Italien, Tyskland, Australien och Nya Zeeland.
I Italien är travsport en stor tradition. Italien är ett av länderna, tillsammans med Frankrike och Sverige, där travsport är mer vanligt än galoppsport. Italiensk travsport blomstrade under 1980- och 1990-talet, och flera utländska tränare sökte sig till landet, bland andra svenskarna Sören Nordin, Håkan Wallner och Leif Berggren, samt tysken Gerhard Krüger. På en hästauktion i Milano i Italien 1995 ropade Lutfi Kolgjini in sin blivande stjärnhäst Viking Kronos, som han själv anser har betytt överlägset mest för hans verksamhet.
Spelet på travsport har sedan dess minskat, och prissummorna i loppen har minskat. Även flertalet travbanor har riskerats att läggas ner. Flera aktiva har istället sökt sig från Italien, och börjat tävla regelbundet i Frankrike, Sverige och Norden.

## Tävlingar
I Italien körs flera Grupp 1-lopp från april till december. Det mest penningstinna loppet är det Italienska derbyt (Derby italiano di trotto) för treåriga italienskfödda hästar, där den totala prissumman är 770 000 euro. Även loppen Gran Premio Nazionale och Gran Premio Orsi Mangelli är renodlade treåringslopp.
Det största travloppet i Italien ur internationell synpunkt är Gran Premio Lotteria, där segraren ofta fått en inbjudan till Elitloppet på Solvalla.
| Tidpunkt  | Lopp                           | Distans | Prissumma | Kvalifikation     | Travbana     |
| --------- | ------------------------------ | ------- | --------- | ----------------- | ------------ |
| April     | Gran Premio Nazionale          | 2250 m  | 154 000 € | 3-åriga           | La Maura     |
| April     | Gran Premio Costa Azzurra      | 1600 m  | 132 000 € | 5-åriga och äldre | Vinovo       |
| Maj       | Gran Premio Tito Giovanardi    | 2060 m  | 154 000 € | 3-åriga           | Modena       |
| Maj       | Gran Premio Lotteria           | 1600 m  | 278 460 € | 4-åriga och äldre | Agnano       |
| September | Gran Premio Campionato Europeo | 1660 m  | 165 000 € | 4-åriga och äldre | Cesena       |
| September | Gran Premio Continentale       | 2060 m  | 209 000 € | 4-åriga           | Acroveggio   |
| September | Gran Premio Carlo Marangoni    | 2100 m  | 154 000 € | 3-åriga           | Vinovo       |
| Oktober   | Gran Premio Freccia d'Europa   | 1600 m  | 154 000 € | 4-åriga och äldre | Agnano       |
| Oktober   | Gran Premio Gaetano Turilli    | 2100 m  | 300 300 € | 4-åriga och äldre | Capannelle   |
| Oktober   | Italienska Derbyt              | 2100 m  | 770 000 € | 3-åriga           | Capannelle   |
| November  | Gran Premio Palio Dei Comuni   | 1600 m  | 105 600 € | 3-åriga och äldre | Montegiorgio |
| November  | Gran Premio Orsi Mangelli      | 2250 m  | 220 000 € | 3-åriga           | La Maura     |
| November  | Gran Criterium                 | 1600 m  | 187 000 € | 2-åriga           | La Maura     |
| November  | Gran Premio delle Nazioni      | 2100 m  | 308 000 € | 4-åriga och äldre | La Maura     |
| November  | Gran Premio d'Europa           | 2100 m  | 209 000 € | 4-åriga           | La Maura     |
| December  | Gran Premio Allevatori         | 2100 m  | 220 000 € | 2-åriga           | Capannelle   |
| December  | Gala Internazionale del Trotto | 2100 m  | 110 000 € | 4-åriga och äldre | Capannelle   |

## Maffians inblandning
Maffian Cosa Nostra har flera gånger försökt kontrollera italiensk travsport, då de varit inblandade i uppgjorda travlopp på ett flertal travbanor i Italien. I maj 2020 slog den italienska polisen till mot maffian och anhöll 91 personer. Enligt polisen var de inblandade travbanorna bland annat de båda på Sicilien, Ippodromo La Favorita och Ippodromo Mediterraneo, samt banorna Ippodromo La Maura, Ippodromo Ghirlandina och Ippodromo Vinovo. Enligt polisen hade det framgått att tränare, kuskar och jockeys blivit mutade inför uppgjorda lopp, samt bevis för att de blivit hotade av maffian.
Ippodromo La Favorita i Palermo var länge under utredning och banan stängdes helt 2017, då det fanns bevis för att uppgjorda lopp hade skett, då kuskar hade mutats och även hotats av maffian.
Den italienska maffian har även varit inblandad i kidnappningar av travhästar. De mest kända hästarna som blivit kidnappade är Unicka, Vampire Dany, Daguet Rapide och Equinox Bi.

## Dopning
I mars 2022 gjorde polisen i Italien, Frankrike och Spanien ett tillslag mot 23 personer med anknytning till europeisk trav- och galoppsport. Flera olagliga substanser beslagtogs under tillslaget. En liknande insats hade gjorts i början av mars 2020, då FBI gjort tillslag mot flera toppnamn inom den nordamerikanska trav- och galoppsporten.

## Travbanor i Italien
Källa:
| Travbana                         | Ort                    | Längd    | Ref.   |
| -------------------------------- | ---------------------- | -------- | ------ |
| Ippodromo Agnano                 | Neapel                 | 1000 m   | [ 29 ] |
| Ippodromo Arcoveggio             | Bologna                | 800 m    | [ 30 ] |
| Ippodromo Breda                  | Padua                  | 804,5 m  | [ 31 ] |
| Ippodromo Capannelle             | Rom                    | 1000 m   | [ 32 ] |
| Ippodromo Cirigliano             | Aversa                 | 804,61 m | [ 33 ] |
| Ippodromo Comunale di Ferrara    | Ferrara                | 806,8 m  | [ 34 ] |
| Ippodromo dei Fiori              | Villanova d'Albenga    | 1000 m   | [ 35 ] |
| Ippodromo dei Pini               | Follonica              | 1400 m   | [ 36 ] |
| Ippodromo dei Sauri              | Castelluccio dei Sauri | 1000 m   | [ 37 ] |
| Ippodromo del Garigliano         | Santi Cosma e Damiano  | 1000 m   | [ 38 ] |
| Ippodromo del trotto di San Siro | Milano                 | 1000 m   | [ 39 ] |
| Ippodromo Euroitalia             | Casarano               | 1000 m   | [ 40 ] |
| Ippodromo Ghirlandina            | Modena                 | 1000 m   | [ 41 ] |
| Ippodromo La Favorita            | Palermo                | 1000 m   | [ 42 ] |
| Ippodromo La Maura               | Milano                 | 1050 m   | [ 43 ] |
| Ippodromo Le Mulina              | Florens                | 800 m    | [ 44 ] |
| Ippodromo Mediterraneo           | Syrakusa               | 1400 m   | [ 45 ] |
| Ippodromo Montebello             | Trieste                | 800 m    | [ 46 ] |
| Ippodromo Paolo VI               | Taranto                | 1000 m   | [ 47 ] |
| Ippodromo San Giovanni Teatino   | San Giovanni Teatino   | 1000 m   | [ 48 ] |
| Ippodromo San Marone             | Civitanova Marche      | 1000 m   | [ 49 ] |
| Ippodromo San Paolo              | Montegiorgio           | 806,4 m  | [ 50 ] |
| Ippodromo Sant'Artemio           | Treviso                | 1000 m   | [ 51 ] |
| Ippodromo Savio                  | Cesena                 | 800 m    | [ 52 ] |
| Ippodromo Sesana                 | Montecatini Terme      | 805,3 m  | [ 53 ] |
| Ippodromo Tor di Valle           | Rom                    | 1000 m   | [ 54 ] |
| Ippodromo Valentinia             | Pontecagnano Faiano    | 1000,9 m | [ 55 ] |
| Ippodromo Vinovo                 | Vinovo                 | 1004,2 m | [ 56 ] |

## Kända hästar

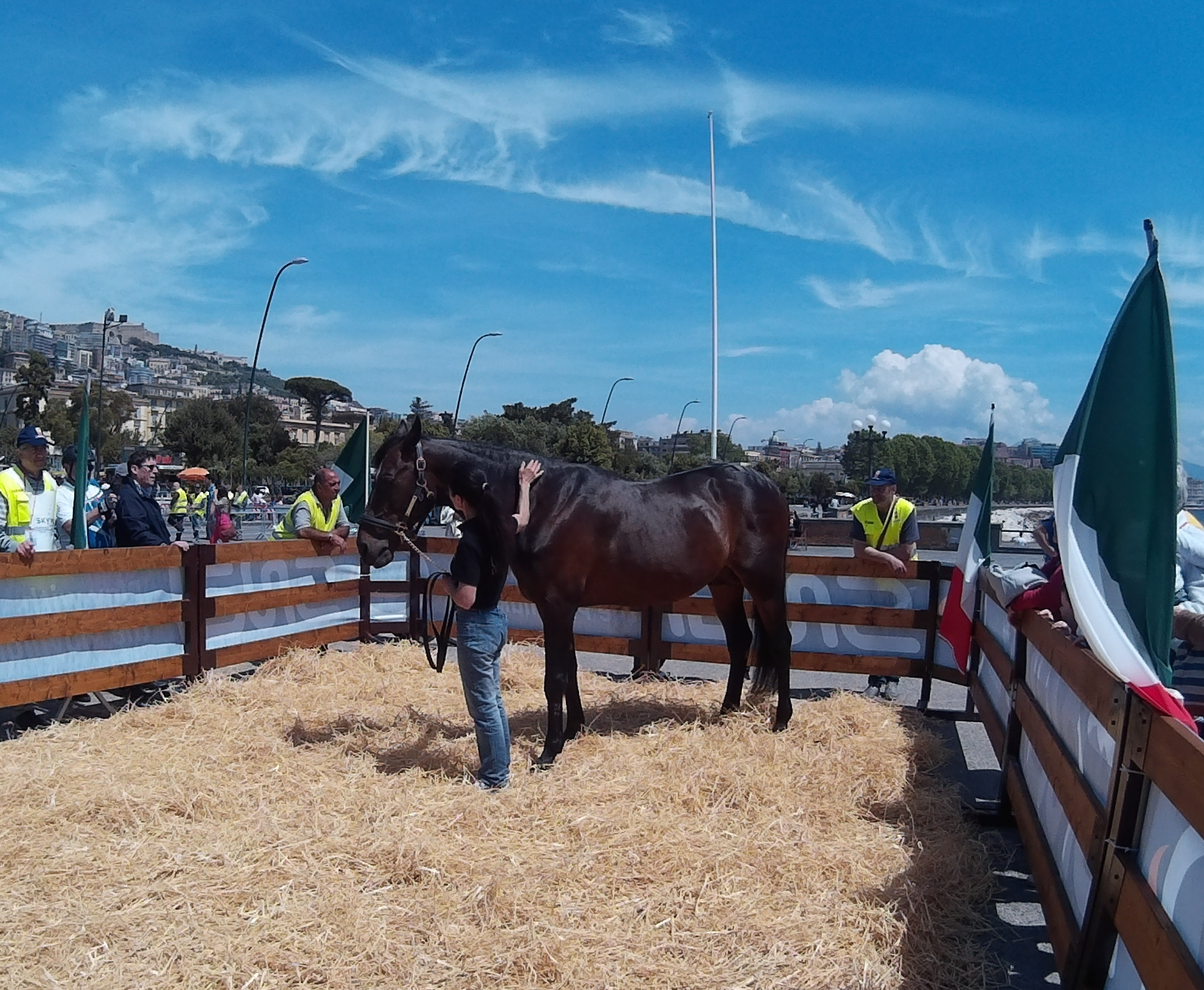
Varenne är en av de mest kända italienska travhästarna, och sägs ofta vara världens bästa travhäst.

- Daguet Rapide
- Equinox Bi
- Exploit Caf
- Going Kronos
- Lavec Kronos
- Lisa America
- Oasis Bi
- Ringostarr Treb
- Robert Bi
- Twister Bi
- Unicka
- Urlo dei Venti
- Varenne
- Vampire Dany
- Viking Kronos
- Vivid Wise As